# Dipterocarpus borneensis
Dipterocarpus borneensis är en tvåhjärtbladig växtart som beskrevs av V. Sloot.. Dipterocarpus borneensis ingår i släktet Dipterocarpus och familjen Dipterocarpaceae. Inga underarter finns listade i Catalogue of Life.